# Maqbool
Maqbool es una película hindú de drama y crimen de 2004, escrita y dirigida por Vishal Bhardwaj y protagonizado por Irrfan Khan, Tabu, Pankaj Kapur y Masumeh Markhija.
La trama de la película se basa en Macbeth, la obra de teatro clásica de William Shakespeare, ambientada en Bombay, India, en lo que respecta a los hechos y los personajes. La película no tuvo un desempeño notable en la taquilla, pero ganó el reconocimiento internacional del director Bhardwaj. Además de dirigirlo, también compuso la partitura de fondo y las canciones de la película. Bhardwaj luego se trasladó a la adaptación de la obra Otelo (también de Shakespeare) en su película Omkara de 2006, que ganó lo comercial, así como el éxito crítico. Luego dirigió Haider en 2014 (basado en Hamlet), lo que llevó a lo que ahora se llama su "trilogía de Shakespeare".
La película tuvo su estreno en América del Norte en el Festival Internacional de Cine de Toronto de 2003. Aunque la película no consiguió gran parte de la audiencia durante su presentación teatral en la India, los críticos se mostraron agradecidos y Kapur ganó un premio Filmfare al mejor actor (críticos) y un premio nacional de cine al mejor actor de reparto. La película se proyectó en la sección Marché du Film del Festival de Cine de Cannes de 2004.

## Argumento
Miyan Maqbool (Irrfan Khan) es la mano derecha de Jahangir Khan (alias Abba Ji) (Pankaj Kapur), un poderoso mafioso. Maqbool está agradecido y siente una conexión cercana y una deuda personal con Abba Ji. Al ver su estrecha relación, pero también sintiendo la ambición de Maqbool, dos policías corruptos (Om Puri y Naseeruddin Shah) predicen que Maqbool pronto tomará las riendas de la mafia de Bombay de manos de Abba Ji.
Nimmi Maqbool (Tabu) es la amante de Abba Ji, pero ella y Maqbool están secretamente enamorados. Nimmi alienta las ambiciones de Maqbool y lo convence de que mate a Abba Ji para que se haga cargo de jefe de la mafia. Maqbool se debate entre su amor por Nimmi y su lealtad a Abba Ji, pero comienza a preparar el terreno para convertirse en jefe de la mafia, asegurándose de que otros en la línea de sucesión no puedan interferir. Finalmente, Maqbool asesina a Abba Ji a sangre fría mientras está en la cama durmiendo por la noche, con Nimmi a su lado. Maqbool se sale con la suya y asume el cargo de jefe, tal como estaba previsto; pero tanto él como Nimmi están obsesionados por la culpa, al ver el fantasma de Abba Ji y no poder lavar la sangre de sus manos. También hay sospechas, dentro de la pandilla, del papel de Maqbool en la muerte de Abba Ji, y finalmente los amantes encuentran un final trágico.
Además de las representaciones de los tres héroes trágicos, la película ofrece actuaciones de miembros del reparto de apoyo, en particular Om Puri y Naseeruddin Shah. Los dos abren la película en su papel de inspectores de policía corruptos y astrólogos de alivio cómico negro, predicen la caída de Abba Ji, quien los tiene en su nómina, y el ascenso y caída de Maqbool. Al contrario de la obra original, los policías corruptos no son simplemente adivinos pasivos. En un esfuerzo por mantener lo que ellos denominan "fuerzas de equilibrio", también participan activamente en la configuración de los eventos, como ayudar a proporcionar información a los ejecutores de Abba Ji para acabar con una pandilla rival, utilizando sutiles matices para obligar a Maqbool a cambiar las lealtades, fracasar deliberadamente un intento de "encuentro" en Riyaz Boti (Lord Macduff) y posteriormente establecer una alianza entre un político rival (el titular estaba respaldado por Abba Ji) y Guddu (Fleance) y Riyaz Boti que huían contra Maqbool.

## Reparto
| Actor            | Personaje                      | Personaje en la obra original de Shakespeare |
| ---------------- | ------------------------------ | -------------------------------------------- |
| Irrfan Khan      | Miyan Maqbool                  | Lord Macbeth                                 |
| Tabu             | Nimmi Maqbool                  | Lady Macbeth                                 |
| Piyush Mishra    | Kaká                           | Banquo                                       |
| Pankaj Kapur     | Jahangir Khan (Abba Ji)        | Rey Duncan                                   |
| Masumeh Makhija  | Sameera Khan (hija de Abba Ji) | Malcolm                                      |
| Ajay Gedhi       | Guddu                          | Fleance                                      |
| Shammi Narang    | Sr. Bhosle                     |                                              |
| Ankur Vikal      | Riyaz Boti                     | Lord Macduff                                 |
| Pubali Sanyal    | Esposa de Riyaz Boti           | Lady Macduff                                 |
| Master Raj       | Hijo de Riyaz Boti             | Hijo de Lord Macduff y Lady Macduff          |
| Gyanchand Rikhi  | Mughal                         | Macdonwald                                   |
| Manav Kaushik    | Asif                           | Cawdor                                       |
| Om Puri          | Inspector Pandit               | Bruja (Hermanas Fatídicas)                   |
| Naseeruddin Shah | Inspector Purohit              | Bruja (Hermanas Fatídicas)                   |
| Murali Sharma    | Davsare                        |                                              |
| Shankar Nihati   | Asesino de Kaká                | Asesino de Banquo                            |

## Producción
Irrfan Khan fue elegido para interpretar el papel principal después de que fracasaran los intentos de fichar a Kamal Haasan, Akshay Kumar y Kay Kay Menon.

## Recepción
Maqbool recibió elogios de la crítica universal. Rediff describió la película como "una galería visual que es una mezcla inteligente de matices oscuros y trágicos y matices cómicos y satíricos". Variety escribió que si bien las imágenes son geniales, el público puede necesitar una comprensión de Macbeth para disfrutar plenamente de la película. India Today lo describió como una "tragedia operística inquietante". Outlook dijo que "transportó efectivamente la esencia de la historia al entorno del inframundo de Bombay de nuestra época".

## Banda sonora
La banda sonora presenta once canciones compuestas por Vishal Bhardwaj con letra de Gulzar.
1. "Jhin Min Jhini" (Sadhana Sargam, Ustad Sultan Khan, Anuradha Sriram y Rakesh Pandit)
2. "Ru-Ba-Ru" (Daler Mehndi, Rakesh Pandit, Sabir Khan y Dominique)
3. "Rone-Do" (Rekha Bhardwaj)
4. "Dheemo Re" (Ustad Sultan Khan)
5. "Maqbool Theme" (instrumental)
6. "Rukhe Naina" (Sanjeev Abhyankar)
7. "Chingari" (Rekha Bhardwaj)
8. "Rin Din Din" (instrumental)
9. "Nirvana" (instrumental)
10. "Shoonya" (instrumental)
11. "Jhin Min Jhini (extended)" (Sadhana Sargam, Ustad Sultan Khan, Anuradha Sriram y Rakesh Pandit)